# Elodia pygmaea
Elodia pygmaea är en tvåvingeart som beskrevs av Robineau-desvoidy 1863. Elodia pygmaea ingår i släktet Elodia och familjen parasitflugor.
Artens utbredningsområde är Frankrike. Inga underarter finns listade i Catalogue of Life.